# Museo Arqueológico Municipal de Cartagena
El Museo Arqueológico Municipal de Cartagena es la institución dedicada a la conservación, estudio y exposición de los objetos relacionados con la arqueología del municipio de Cartagena de la Región de Murcia (España). Está integrado en la Red Regional de Museos de Murcia.

## Historia
Fundado el 25 de octubre de 1943, su primer director fue Antonio Beltrán Martínez. El Museo Arqueológico Municipal nació de diversas colecciones arqueológicas, fundamentalmente el valioso legado de un numeroso conjunto de epígrafes romanos que la  ciudad de Cartagena consiguió transmitir desde finales del siglo XVI. Su sede inicial estuvo en las planta baja del edificio que todavía ocupa la actual Real Sociedad Económica de Amigos del País de Cartagena en la calle del Aire. Donde, desde finales del siglo XIX, la Sociedad Económica de Amigos del País había ido reuniendo una colección arqueológica formada por piezas procedentes, sobre todo, de la zona de la Sierra Minera de Cartagena-La Unión, hasta constituir en 1883 un Museo Mineralógico y de Antigüedades que sería la base para el Museo Arqueológico Municipal. En 1945, se trasladó a un edificio de la antigua calle Baños del Carmen, hoy plaza de Juan XXIII, para dar cabida al aumento de las colecciones que se había ido produciendo desde su inauguración.  

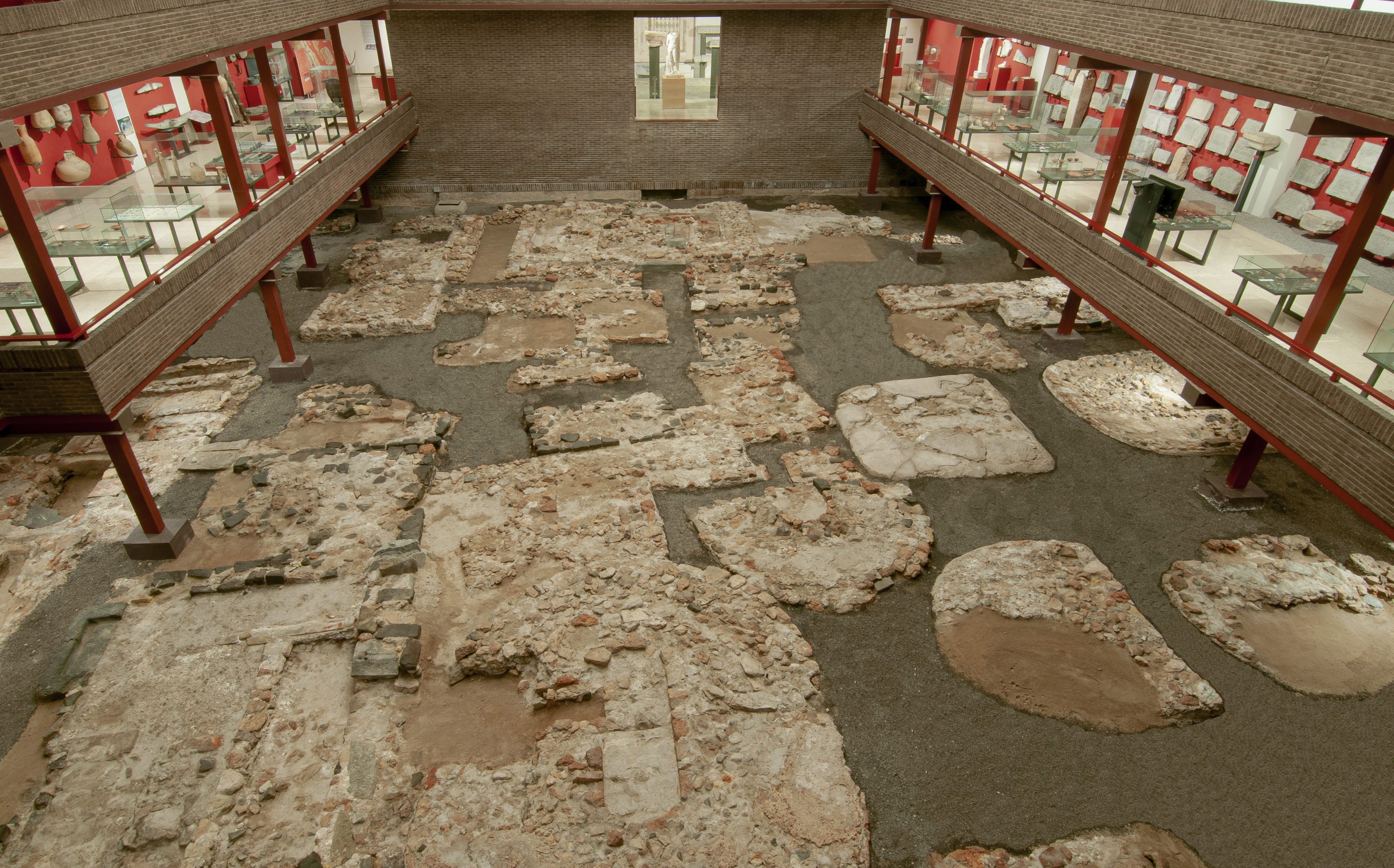
Vista de la necrópolis paleocristiana. A su alrededor se levanta el Museo.

Con el descubrimiento en 1967 de la necrópolis de San Antón, el director del museo Pedro San Martín planteó al ayuntamiento la construcción de la nueva sede del Museo Arqueológico alrededor del yacimiento para permitir su conservación in situ. 
El consistorio gestionaría la posterior adquisición de los terrenos y el coste de las obras de acondicionamiento museográfico de lo que sería el nuevo Museo Arqueológico, inaugurado con bastante retraso en 1982.

## Exposición
En la exposición de los materiales se ha seguido un criterio didáctico, catalogando los materiales con un sentido cronológico en la primera planta y otro, monográfico, sobre yacimientos y exposiciones en la segunda, quedando en el centro la necrópolis como yacimiento principal, pudiéndose observar desde todos los puntos del recorrido de la exposición permanente. 
Los materiales expuestos abarcan desde el Paleolítico Medio hasta prácticamente nuestros días, aunque por tratarse de una ciudad como Cartagena en la que tanto se dejó sentir el proceso de romanización sean precisamente los vestigios pertenecientes a este período los más numerosos y mejor presentados. De ellos destacan la colección de epigrafía latina junto con cerámicas, elementos arquitectónicos, escultóricos, de construcción, minería, comercio, etc., todo ello reflejo de las diferentes etapas históricas del mundo antiguo por las que discurrió la ciudad.
Las excavaciones arqueológicas que regularmente se realizan en el casco urbano, bajo el que se encuentra la antigua Carthago Nova nutren no solamente de materiales al museo, sino también de una importante información acerca de la historia de Cartagena. Para cubrir esta importante labor el museo cuenta con unas instalaciones anexas dotadas con salas de trabajo, biblioteca, talleres y laboratorios fotográficos y de restauración. Este museo se encuentra dentro de una ruta llamada, " la noche de los museos ", que se lleva a cabo en la ciudad de Cartagena, donde en dicha noche, se permite el acceso a las instalaciones del museo de una forma totalmente gratuita.

## Galería de imágenes

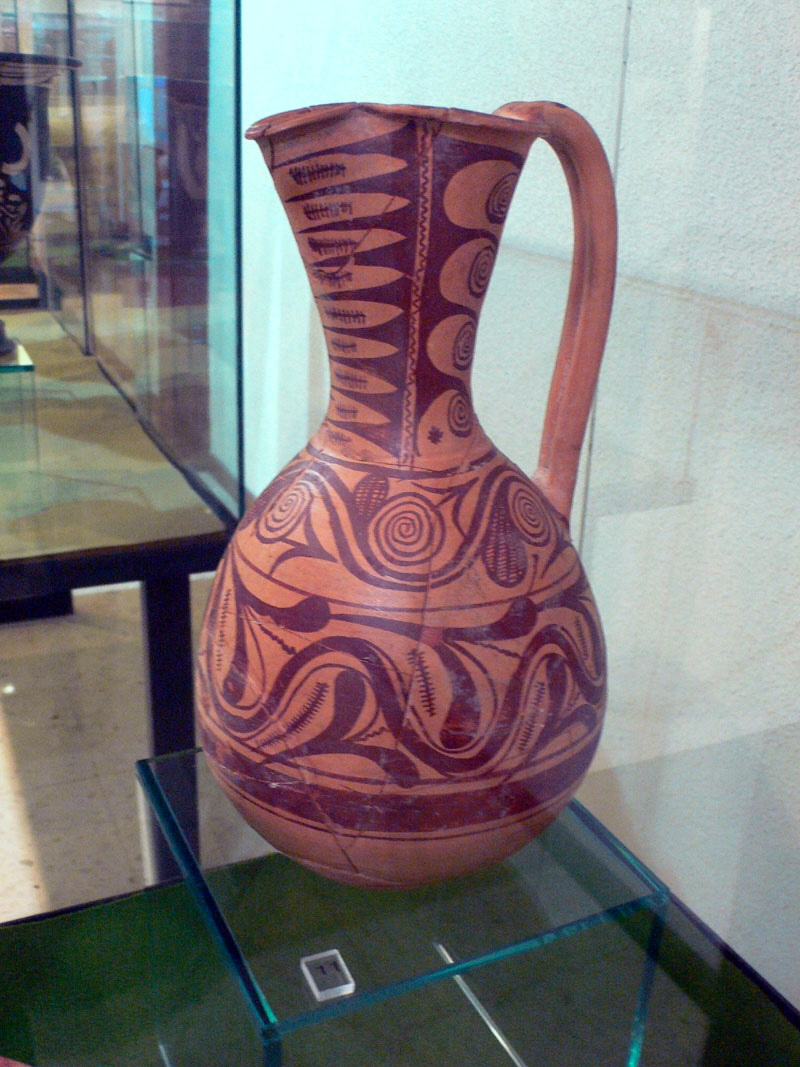
Enócoe ibérico
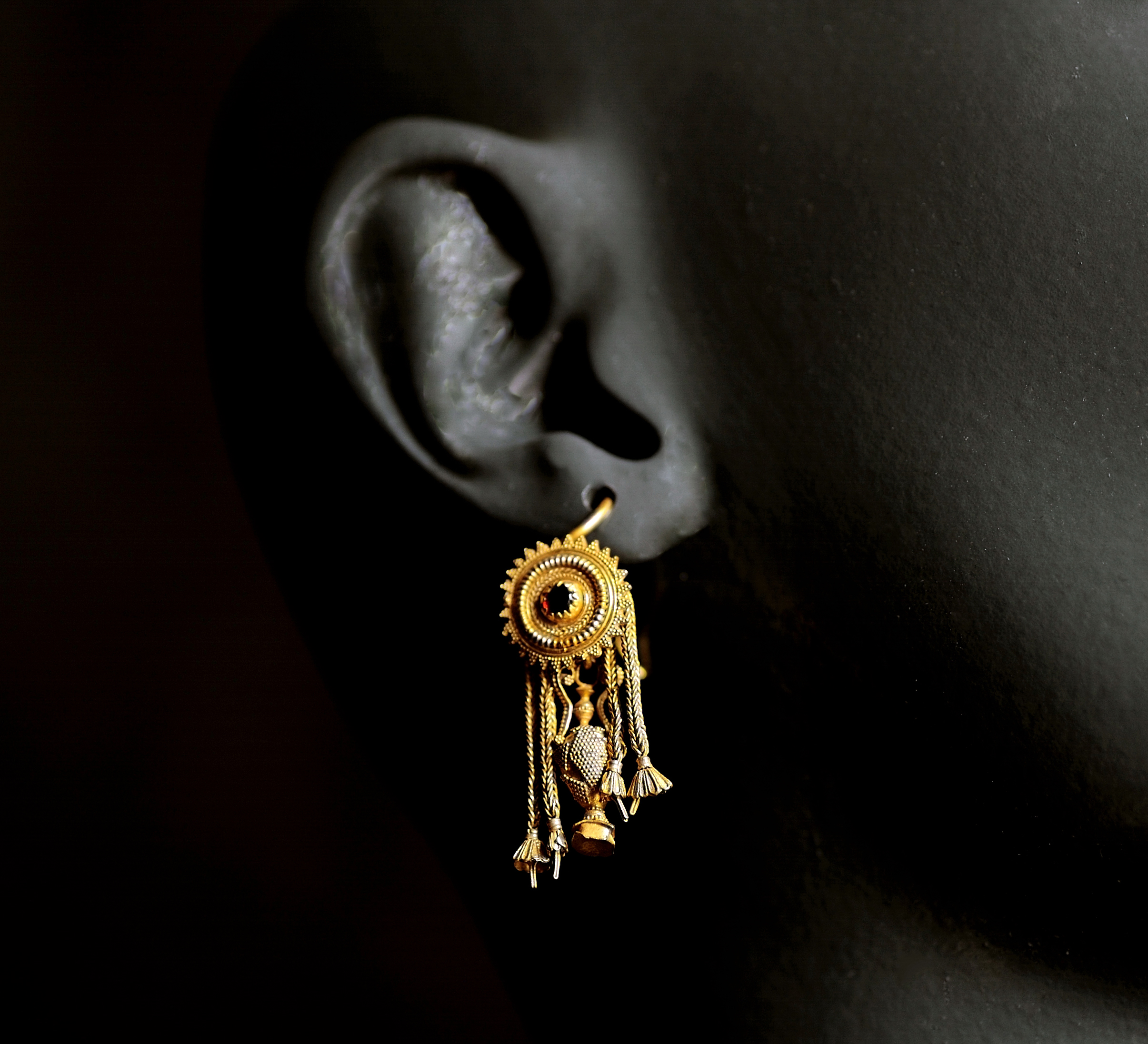
Pendiente helenístico (s. II a.C.). Excavaciones del anfiteatro romano de Cartagena